# Brandeville
Brandeville ist eine französische Gemeinde mit 172 Einwohnern (Stand: 1. Januar 2022) im Département Meuse in der Region Grand Est (bis 2015 Lothringen). Sie gehört zum Arrondissement Verdun und zum Kanton Montmédy. Die Einwohner werden Brandevillois genannt.

## Geografie
Brandeville liegt etwa 41 Kilometer nordnordwestlich von Verdun nahe der Grenze zu Belgien. Umgeben wird Brandeville von den Nachbargemeinden Murvaux im Westen und Norden, Louppy-sur-Loison im Norden und Nordosten, Remoiville im Nordosten, Bréhéville im Osten und Süden sowie Fontaines-Saint-Clair im Südwesten.

## Einwohnerentwicklung
| Jahr                       | 1962 | 1968 | 1975 | 1982 | 1990 | 1999 | 2006 | 2011 | 2019 |
| Einwohner                  | 253  | 245  | 204  | 175  | 136  | 141  | 162  | 174  | 182  |
| Quellen: Cassini und INSEE |      |      |      |      |      |      |      |      |      |

## Sehenswürdigkeiten
- Kirche Saint-Martin aus dem 18. Jahrhundert

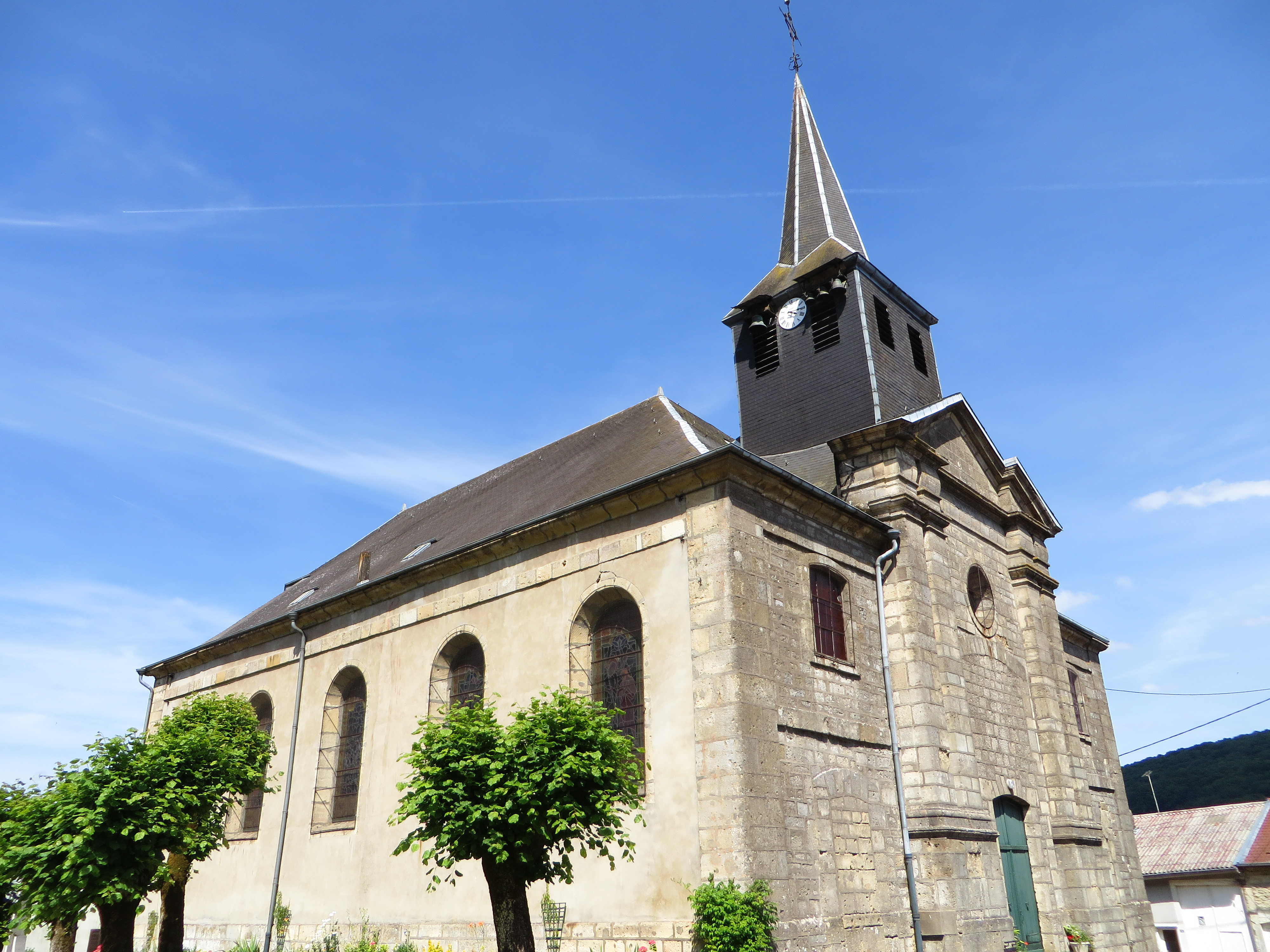
Kirche Saint-Martin

- Französischer Nationalfriedhof